# Copa de Honor MCBA
La Copa de Honor Municipalidad de la Ciudad de Buenos Aires, llamada simplemente Copa de Honor MCBA, fue un torneo oficial del fútbol argentino organizado durante la etapa amateur por la entidad precursora de la Asociación del Fútbol Argentino, denominada Argentine Football Association hasta 1911; y Asociación Argentina de Football en la etapa posterior.
Denominada así porque el trofeo lo donó la Municipalidad de la Ciudad de Buenos Aires, se jugaba por eliminación y participaban equipos de la Asociación y de la Liga Rosarina de Fútbol. El ganador obtenía el derecho a disputar la Copa de Honor Cusenier contra un representante de la Asociación Uruguaya de Fútbol, constituía la etapa argentina de dicha competencia.
El fixture se establecía con un desarrollo de enfrentamientos similar al de las copas de la Liga que se disputan en algunos campeonatos europeos, como la extinta Copa de la Liga de España, con la participación, por eliminación directa, de los clubes que conformaban uno de los campeonatos oficiales de Primera División del año en curso.
Tuvo una segunda edición, ya en el profesionalismo, cuando la AFA decidió poner en juego la Copa en 1936, en lugar de la primera rueda del torneo oficial de Primera División. El campeón, San Lorenzo de Almagro, clasificó para disputar la final de la temporada frente al vencedor de la segunda rueda (denominada Copa Campeonato), River Plate. Este enfrentamiento, en el que se puso en juego la Copa de Oro y fue ganada por este último equipo, tuvo por objetivo, originalmente, clasificar al finalista argentino de la Copa Río de la Plata, aunque con posterioridad se consideró erróneamente al ganador como el campeón oficial del año. En julio de 2013, sin embargo, la AFA ratificó la oficialidad de la Copa de Honor y los otros dos torneos disputados en la temporada 1936, como campeonatos oficiales de Primera División.

Fue la única edición disputada, ya que al año siguiente se volvió al formato de disputa previo en los torneos oficiales, el sistema de todos contra todos en dos ruedas, con un solo campeón anual.

## Campeones
| Año  | Campeón           | Resultado  | Subcampeón        |
| ---- | ----------------- | ---------- | ----------------- |
| 1905 | Alumni            | 1 - 0      | Quilmes           |
| 1906 | Alumni            | 3 - 1      | Estudiantes (BA)  |
| 1907 | Belgrano          | 3 - 1      | Quilmes           |
| 1908 | Quilmes           | 2 - 1      | Porteño           |
| 1909 | San Isidro        | 8 - 1      | Estudiantes (BA)  |
| 1910 | Abandonado        | Abandonado | Abandonado        |
| 1911 | Newell's Old Boys | 3 - 2      | Porteño           |
| 1912 | Racing Club       | 3 - 0      | Newell's Old Boys |
| 1913 | Racing Club       | 5 - 1      | Estudiantes (BA)  |
| 1915 | Racing Club       | 2 - 1      | Tiro Federal      |
| 1916 | Rosario Central   | 1 - 0      | Independiente     |
| 1917 | Racing Club       | 3 - 1      | River Plate       |
| 1918 | Independiente     | 1 - 0      | Platense          |
| 1920 | Banfield          | 2 - 1      | Boca Juniors      |

## Palmarés
A continuación se listan los campeones del torneo en orden de cantidad de títulos obtenidos. No se incluye el obtenido por San Lorenzo en 1936 debido a que es tenido en cuenta como un título de liga.
| Equipo            | Títulos | Años                    | Subcampeonatos        |
| ----------------- | ------- | ----------------------- | --------------------- |
| Racing Club       | 4       | 1912, 1913, 1915 y 1917 | -                     |
| Alumni            | 2       | 1905 y 1906             | -                     |
| Belgrano Athletic | 1       | 1907                    | -                     |
| Quilmes           | 1       | 1908                    | 2 (1905 y 1907)       |
| San Isidro        | 1       | 1909                    | -                     |
| Newell's Old Boys | 1       | 1911                    | 1 (1912)              |
| Rosario Central   | 1       | 1916                    | -                     |
| Independiente     | 1       | 1918                    | 1 (1916)              |
| Banfield          | 1       | 1920                    | -                     |
| Estudiantes (BA)  | 0       | -                       | 3 (1906, 1909 y 1913) |
| Porteño           | 0       | -                       | 2 (1908 y 1911)       |
| Boca Juniors      | 0       | -                       | 1 (1920)              |
| Platense          | 0       | -                       | 1 (1918)              |
| River Plate       | 0       | -                       | 1 (1917)              |
| Tiro Federal      | 0       | -                       | 1 (1915)              |

## Edición de 1936
Se llamó Copa de Honor Municipalidad de la Ciudad de Buenos Aires al torneo disputado durante el primer semestre de 1936. Y se considera a su ganador, el Club Atlético San Lorenzo de Almagro, como campeón de torneo regular. El subcampeón fue el Club Atlético Huracán. Posteriormente, el campeón se enfrentó al vencedor del torneo correspondiente al segundo semestre de 1936, llamado Copa Campeonato, por la Copa de Oro, ganadas ambas por el Club Atlético River Plate.